# Quartet (filme)
Quartet (br: O Quarteto) é um filme de comédia dramática britânico de 2012 dirigido por Dustin Hoffman, baseado na peça de mesmo nome de Ronald Harwood . Foi filmado no final de 2011 em Hedsor House, Buckinghamshire.

## Elenco
- Maggie Smith como Jean Horton

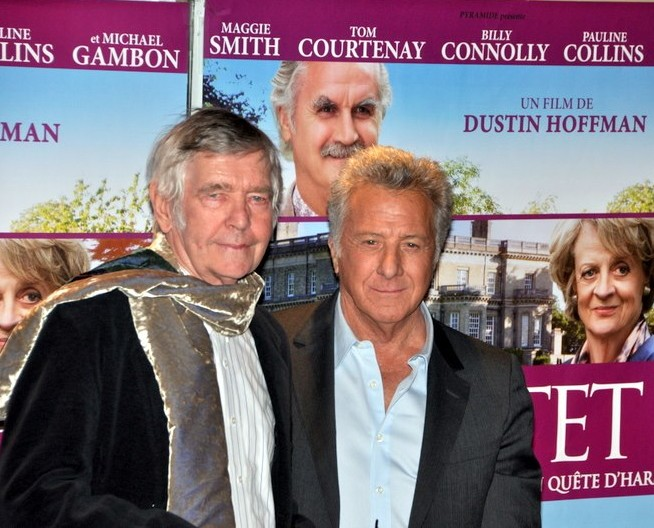
Tom Courtenay e Dustin Hoffman na estreia do filme em Paris, França.

- Tom Courtenay como Reginald "Reg" Paget
- Gwyneth Jones como Anne Langley
- Michael Gambon como Cedric Livingstone
- Billy Connolly como Wilfred "Wilf" Bond
- Pauline Collins como Cecily "Cissy" Robson
- Sheridan Smith como Dra. Lucy Cogan
- Andrew Sachs como Bobby Swanson
- Trevor Peacock como George
- David Ryall como Harry
- Luke Newberry como Simon
- Michael Byrne como Frank White

## Lançamento
Quartet estreou no Festival Internacional de Cinema de Toronto em 9 de setembro de 2012. O filme teve seu primeiro lançamento geral na Austrália e na Nova Zelândia em 26 de dezembro de 2012, antes de ser lançado no Reino Unido em 1 de janeiro de 2013 e na Irlanda três dias depois. Ele teve um lançamento limitado nos Estados Unidos em 11 de janeiro de 2013.

## Recepção
O Rotten Tomatoes reportou um índice de aprovação de 79%, com uma classificação média de 6,5/10 baseado em 135 comentários. O consenso do site diz: "É doce, gentil e previsível em excesso, mas a direção afetuosa de Dustin Hoffman e o charme amável do elenco talentoso tornam O Quarteto muito difícil de resistir". O Metacritic deu uma pontuação de 64 de 100 com base em 36 críticas, indicando "avaliações geralmente favoráveis".